# Teresa (série télévisée, 1959)
Pour les articles homonymes, voir Teresa.
Teresa, est une telenovela mexicaine diffusée en 1959 par Telesistema Mexicano.

## Distribution
- Maricruz Olivier : Teresa
- Luis Beristáin : José Antonio
- Aldo Monti : Mario
- Antonio Bravo : Héctor
- Beatriz Aguirre : Luisa
- Graciela Doring : Aurora
- Alicia Montoya : Refugio, mère de Teresa
- José Luis Jiménez : Armando, père de Teresa
- Maruja Grifell : Juana, marraine de Teresa
- Fanny Schiller : Eulalia (1959)
- Antonio Raxel : Manuel (1959)
- Angelines Fernández : Esmeralda (1959)
- Enrique Couto
- Guillermo Rivas

## Autres versions
- Teresa est une histoire original de Mimí Bechelani.

### Télévision
- Teresa (1965), produit par TV Tupi ; avec Geórgia Gomide et Walmor Chagas.
- El cuarto mandamiento (1967), produit par Valentín Pimstein pour Telesistema Mexicano ; avec Pituka de Foronda et Guillermo Zetina.
- Teresa (1989), adaptation de Silvia Castellijos, dirigée par Gabriel Vázquez Bulman, produit par Lucy Orozco pour Televisa ; avec Salma Hayek et Rafael Rojas.
- Teresa (2010), adaptation de Ximena Suárez, dirigée par Mónica Miguel et Alejandro Gamboa, produit par José Alberto Castro pour Televisa ; avec Angélique Boyer et Sebastián Rulli.

### Cinéma
- Teresa (1961), adapté l'histoire de Mimí Bechelani du scénariste Edmundo Báez en tenant la bande à l'écran avec Maricruz Olivier comme Teresa nouveau, Le film a été dirigé par Alfredo B. Crevenna et séparée de la distribution originale de l'opéra de savon Alicia Montoya, Beatriz Aguirre, Luis Beristain et José Luis Jiménez.